# تیزنوک
تیزنوک (نام علمی: Oxyruncus cristatus) نام یک گونه از تیره تیتیریدا است.